# Солянка (Якутия)
Соля́нка (якут. Солянка) — село в Олёкминском районе Республики Саха (Якутия) России. Административный центр Солянского наслега.

## География
Село находится в юго-западной части Якутии, на левом берегу реки Лена, на расстоянии примерно 15 км (по прямой) к северо-востоку от города Олёкминск, административного центра района. Абсолютная высота — 132 м над уровнем моря.
Климат
Климат характеризуется как резко континентальный. Средняя температура воздуха самого тёплого месяца (июля) составляет 18 °C; самого холодного (января) — −30 − −35 °C. Среднегодовое количество атмосферных осадков составляет 200—300 мм.
Часовой пояс
Село Солянка находится в часовой зоне МСК+6. Смещение применяемого времени относительно UTC составляет +9:00.

## Население
| 2002 | 2010 | 2021 |
| ---- | ---- | ---- |
| 498  | ↘433 | ↘331 |

Половой состав
По данным Всероссийской переписи населения 2010 года в гендерной структуре населения мужчины составляли 51,7 %, женщины — соответственно 48,3 %.
Национальный состав
Согласно результатам переписи 2002 года, в национальной структуре населения русские составляли 59 %, якуты — 26 %.

## Улицы
| - ул. 50 лет Победы, - ул. Братская, - ул. Гагарина, | - пер. Лесной, - ул. Молодёжная, - ул. Советская. |